# Future Leaders Exchange

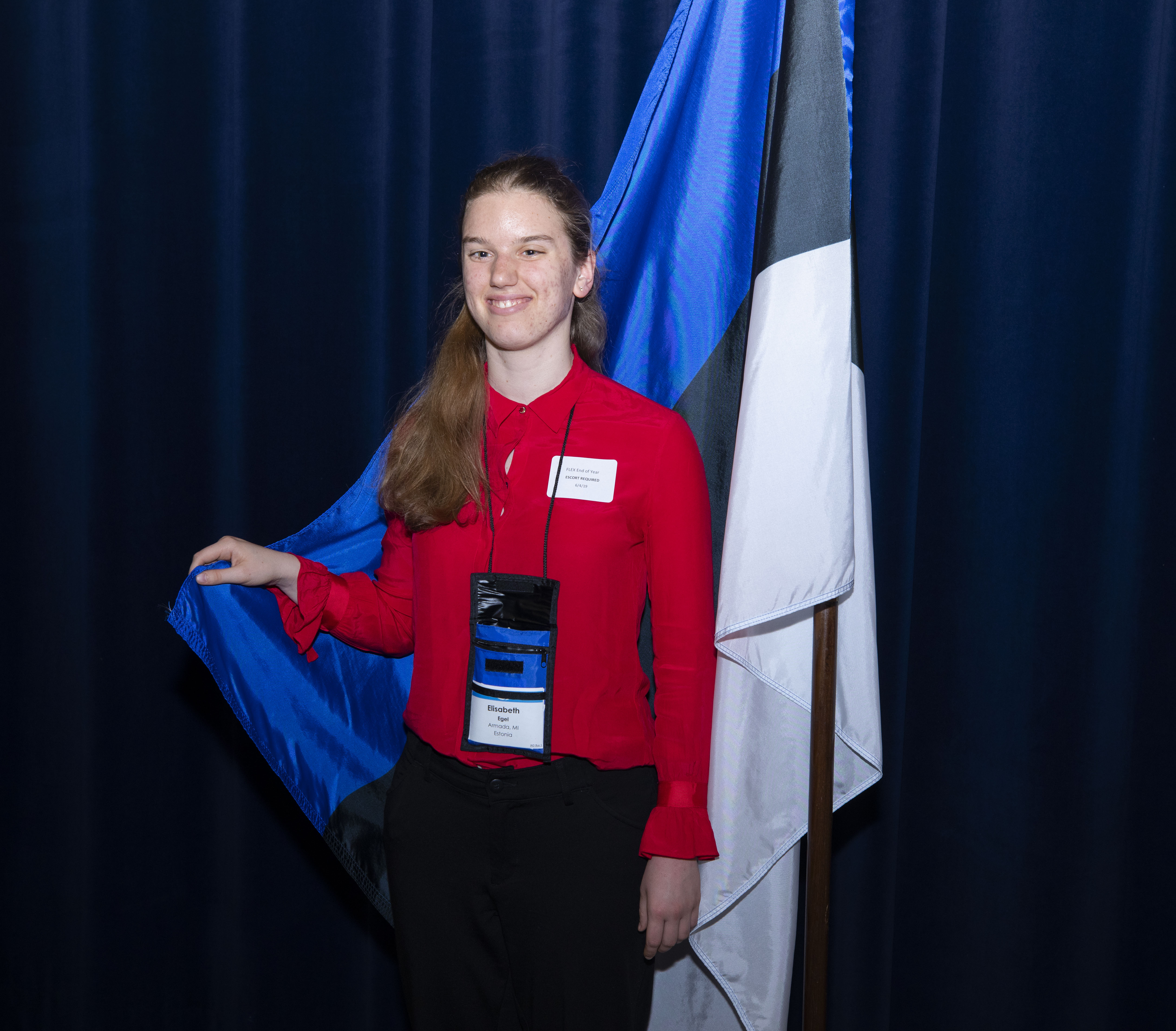
Представительница Эстонии в программе Future leaders exchange, 2019

Future Leaders Exchange (FLEX) — программа обмена, осуществляемая Государственным департаментом США, представляющая старшеклассникам (в возрасте 14-18 лет) из стран бывшего Советского Союза возможность бесплатно провести год в США, живя в американской семье и посещая американскую школу. Программа полностью финансируется правительством США, включая проезд, стипендию на карманные расходы и медицинскую страховку. С момента создания программы в ней приняли участие более 28 тысяч старшеклассников из 12 стран, в том числе 8 тысяч россиян.
С октября 2014 года, согласно решению правительства России, участие российских школьников в программе FLEX отменено. Программа FLEX остается доступной для школьников из Армении, Азербайджана, Грузии, Казахстана, Кыргызстана, Молдовы, Таджикистана, Туркменистана, Узбекистана, Украины и т. д.

## История
Программа была создана в 1992 году после подписания Джорджем Бушем-старшим «Закона о поддержке свободы» с целью обеспечения мира и взаимопонимания между США и странами постсоветского пространства и предоставления молодым людям возможности «познакомиться с народом и культурой Соединенных Штатов, а также научить американцев лучше понимать людей и культуру их родной страны».
Среди выпускников программы — певица Айсель Теймурзаде, известные журналисты Андрей Коняев, Елена Милашина и Маргарита Симоньян.

## Скандал и закрытие программы в России
В октябре 2014 года Россия на два года полностью приостановила участие в программе, однако позже источники газеты «Коммерсантъ» в МИД РФ заявили о полном прекращении программы. Более 3 тысяч российских школьников подписали онлайн-петицию к правительству России с требованием возобновить участие в программе.
Причиной прекращения сотрудничества с США со стороны российских чиновников был назван случай невозвращения из США 17-летнего подростка, отправившегося на обучение в штат Мичиган в рамках обмена. Со слов детского омбудсмена, в отношении подростка была оформлена опека гомосексуальной парой, с которой он познакомился во время пребывания в США. Американская сторона опровергла заявления о незаконном усыновлении подростка. Весной после окончания программы подросток отказался возвращаться на родину, совершил каминг-аут, признавшись в своей гомосексуальности, и попросил эмансипации (досрочного юридического признания совершеннолетним), что дает ему право самостоятельно выбирать место жительства, и политического убежища в США, опасаясь за свою безопасность в РФ из-за своей ориентации.
С момента подачи прошения школьник находился под опекой правительства США, его защитой занималась глава мичиганского Центра по защите прав иммигрантов Сюзан Рид. Мать школьника приехала в США для встречи с сыном, по словам вице-президента Американских советов по международному образованию (некоммерческая организация, которая отвечает за проведение программы FLEX) Лизы Чоат, эта поездка матери была оплачена её организацией, по словам российских дипломатов, это сделала РФ.
По словам создателя сайта flex-exchange.ru Эдуарда Хакимова последние выпускники программы обмена официально вернулись в свои страны весной-летом 2014 года. «Совершенно непонятно, почему шум поднялся только сейчас».
По данным журналистки Маши Гессен, данный инцидент был освещён в российских СМИ со значительными искажениями, которые были переняты и зарубежной прессой. По её словам, подросток осознал свою гомосексуальность ещё на родине, где подвергался издевательствам и преследованиям. Находясь в США, он сообщил гостевой семье, в которой он проживал, о своих планах невозвращения. Не найдя у них поддержки, подросток покинул гостевую семью и обратился за помощью в местную ЛГБТ-организацию, через которую и познакомился с гей-парой, оказавшей ему поддержку. Однако узнав, что мальчик находится в США вопреки воле матери, мужчины также отказались поддерживать его, после чего беглец и обратился в Центр по защите прав иммигрантов штата Мичиган.
8 октября 2014 года зампред российского правительства Ольга Голодец заявила о предстоящем разбирательстве по поводу оставшегося в США школьника.